# Žitorađa
Žitorađa az azonos nevű község székhelye Szerbiában, a Toplicai körzetben.

## Népesség
- 1948-ban 2 442 lakosa volt.
- 1953-ban 2 464 lakosa volt.
- 1961-ben 2 618 lakosa volt.
- 1971-ben 2 849 lakosa volt.
- 1981-ben 3 270 lakosa volt.
- 1991-ben 3 503 lakosa volt
- 2002-ben 3 543 lakosa volt, melyből 3 269 szerb (92,26%), 246 cigány (6,94%), 6 jugoszláv, 6 macedón, 2 bolgár, 1 gorai, 1 montenegrói, 9 ismeretlen.

## A községhez tartozó települések
- Asanovac
- Badnjevac (Žitorađa)
- Vlahovo (Žitorađa)
- Voljčince
- Glašince
- Gornje Crnatovo
- Gornji Drenovac
- Grudaš
- Debeli Lug (Žitorađa)
- Donje Crnatovo
- Donji Drenovac
- Držanovac
- Dubovo (Žitorađa)
- Đakus
- Zladovac
- Jasenica (Žitorađa)
- Kare
- Konjarnik (Žitorađa)
- Lukomir
- Novo Momčilovo
- Pejkovac
- Podina
- Rečica (Žitorađa)
- Samarinovac (Žitorađa)
- Smrdić
- Stara Božurna
- Staro Momčilovo
- Studenac
- Toponica (Žitorađa)